# Camino Natural de las Vegas del Guadiana
El Camino Natural Vía Verde de las Vegas del Guadiana, también denominada Vía Verde de las Vegas del Guadiana y las Villuercas es un camino natural de 57,7 kilómetros de longitud que transita por las provincias de Badajoz y Cáceres. Reaprovecha parcialmente un tramo de la inacabada línea Talavera de la Reina-Villanueva de la Serena.
Constituye la primera vía verde construida en Extremadura, abierta al servicio en abril de 2006 aunque no inaugurada oficialmente hasta agosto de 2007. Las obras de este camino natural se iniciaron a principios del año 2005 por un importe total de poco más de 3 millones de euros (costeado por el Ministerio de Medio Ambiente). Está incluida dentro de la Red Nacional de Caminos Naturales y engloba a la tradicional comarca natural de las Vegas del Guadiana.

## Localización

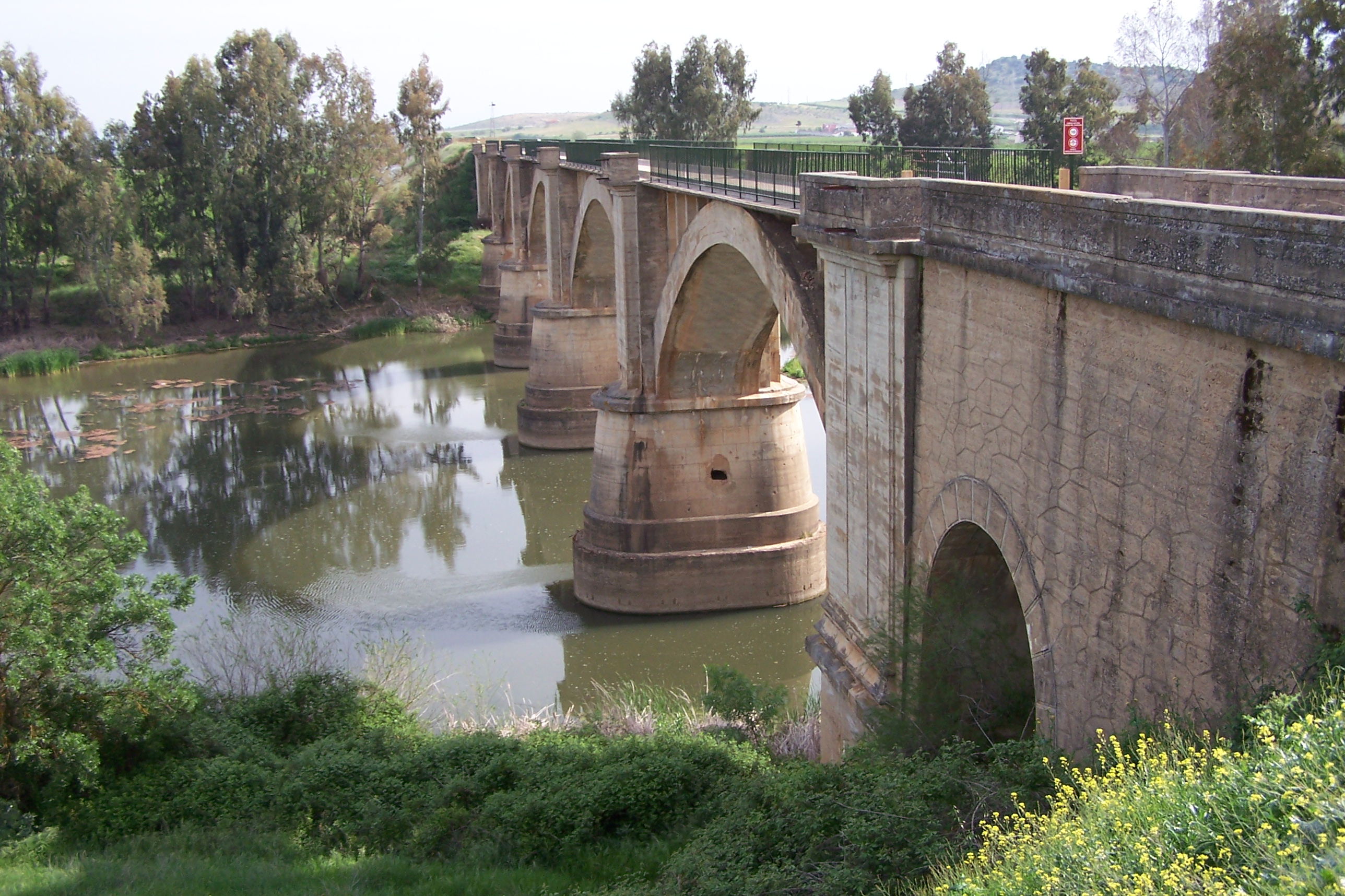
Vista parcial del Camino Natural de las Vegas del Guadiana. Viaducto sobre el río Guadiana.

Une los municipios de Villanueva de la Serena (provincia de Badajoz) y Logrosán (provincia de Cáceres), siguiendo el antiguo trazado del ferrocarril en desuso que iba a unir Talavera de la Reina con Villanueva de la Serena y que nunca se puso en funcionamiento. El camino empieza a un kilómetro de la estación de Villanueva de la Serena y pasa por las antiguas estaciones, ya abandonadas, de Rena (km 10), Campo Lugar (km 20), Madrigalejo (km 29), Zorita (km 42) y finalmente Logrosán (km 56). No obstante existe el deseo de ampliar el recorrido actual desde Logrosán hasta Guadalupe, pasando por tierras de Cañamero, con la posibilidad de llegar a enlazar con el tramo toledano del antiguo ferrocarril hoy convertido en «Vía Verde de la Jara». Las Vegas del Guadiana son una comarca natural subdividida, a su vez, en Vegas Altas y Vegas Bajas y enclavada en torno a las fértiles tierras del río Guadiana.

## Historia

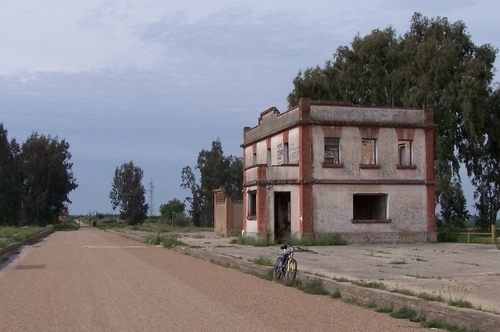
Vista parcial del Camino Natural de las Vegas del Guadiana. Estación abandonada de Rena, a 10 kilómetros de Villanueva de la Serena.

El origen del trazado del ferrocarril que iba a unir los dos municipios de Talavera de la Reina y Villanueva de la Serena se encuentra en el plan de expansión de líneas de ferrocarril del año 1926. Las obras comenzaron a finales de la década de 1920 con la participación de legiones de obreros y campesinos. Sin embargo, la Guerra Civil, la posguerra, el auge del automóvil como medio de transporte y la creciente despoblación de los campos finalmente causaron el abandono de las obras. Solo llegó a tenderse la vía en el tramo Villanueva de la Serena-Logrosán, que fue entregado a RENFE en 1962. El trazado llegaría a ser utilizado por algunos trenes, si bien finalmente sería clausurado. Tras muchos años abandonado, en la década de 1990 se autorizó el levantamiento de la vía.
En 2001 se constituyó un consorcio formado por los Ayuntamientos de Villanueva de la Serena, Don Benito, Navalvillar de Pela, Rena y Villar de Rena, y las entidades de ámbito territorial inferior al municipio de Palazuelo (Villar de Rena) y El Torviscal (Don Benito), en la provincia de Badajoz, y los Ayuntamientos de Alía, Campolugar, Cañamero, Guadalupe, Logrosán y Madrigalejo (de la provincia de Cáceres), a fin de promover la puesta en marcha y ejecución del proyecto de transformación en vía verde.

## Descripción

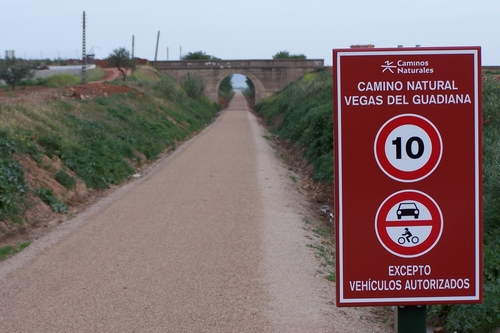
Vista parcial del Camino Natural de las Vegas del Guadiana. Señalización de la Red Nacional de Caminos Naturales utilizada en el camino.

Por este camino ecoturístico pueden transitar caminantes, ciclistas y jinetes a caballo. 
El paso de vehículos motorizados está totalmente prohibido, salvo en caso de aquellos de mantenimiento. Una vez terminada la adecuación del camino —un trabajo no exento de toda clase de dificultades, si se tiene en cuenta que por esta vía no se pasaba desde hacía veinte o incluso treinta años— se ha compactado echando zahorra y jabre encima del balastro. Después se ha aplicado un tratamiento superficial con dos capas de árido. De esta forma, ha quedado un camino de unos cuatro metros de ancho. 
Todo el camino está bien señalizado, tanto los puntos kilométricos y los cruces con otras vías, como las seis áreas de descanso que se van a habilitar a lo largo del itinerario, junto a las estaciones de ferrocarril, con sus bancos, mesas-comederos, papeleras y aparcabicis, donde los paseantes puedan tomarse un respiro.